# ديوان المحاسبة الليبي
ديوان المحاسبة الليبي (Libyan Audit Bureau) هو الجهاز الأعلى للرقابة المالية والمحاسبة في ليبيا، وهو هيئة مهنية مستقلة ومحايدة، تتمتع بالشخصية الاعتبارية والذمة المالية المستقلة. يتبع الديوان السلطة التشريعية مباشرة، وهو عضو في المنظمات المنظمة الدولية للأجهزة العليا للرقابة المالية والمحاسبة والأفريقية والعربية للأجهزة العليا للرقابة المالية والمحاسبة.

## النشأة والتاريخ
أُنشئ ديوان المحاسبة الليبي لأول مرة بموجب القـــــــــانون 31 لسنة 1955، وقد مر خلال عمره بتغييرات تشريعية مختلفة ناتجة عن التغييرات الهيكلية وتغير أنظمة الحكم وتوجهاتها، وهو ما ساهم بدوره في تغيير أهدافه واختصاصاته وتبعيته ومن أهم هذه التغييرات ما يلي:

### حقبة فترة حكم النظام الملكي من العام 1952 إلى العام 1969
- أنشئ ديوان المحاسبة الليبي بموجب القـــــــــانون 31 لسنة 1955.
- صدور القانون رقم 22 لسنة 1962 بتعديل القـــــــــانون رقم 31 لسنة 1955.
- صدور مرسوم ملكي بتنظيم ديوان المحاسبة بالقانون رقم 22 لسنة 1966.

### حقبة فترة حكم النظام السابق من العام 1969 إلى العام 2011
- تم تعديل قانون ديوان المحاسبة بالقانون رقم 79 لسنة 1975.
- دمج ديوان المحاسبة والرقابة الإدارية وجهاز المتابعة في جهاز واحد تحت مسمى الجهاز الشعبي للمتابعة بموجب القانون رقم 16 لسنة 1986.
- إلغاء الجهاز الشعبي للمتابعة وإنشاء جهاز التفتيش والرقابة الشعبية بموجب القانون رقم 11 لسنة 1996.
- تعديل قانون جهاز التفتيش والرقابة الشعبية بموجب القانون رقم 30 لسنة 2000.
- إلغاء دمج الأجهزة الرقابية بالقانون رقم 13 لسنة 2003 بتقرير بعض الأحكام في شأن التفتيش والرقابة الشعبية، والذي تم بموجبه توزيع الاختصاصات الرقابية بين جهازي الرقابة المالية والفنية، والتفتيش والرقابة الشعبية.
- إلغاء جهاز الرقابة المالية والفنية وأيلولة اختصاصات مراجعة العقود والدفعات والتحقيق إلى جهاز التفتيش والرقابة الشعبية، وباقي اختصاصاته إلى جهاز المراجعة المالية المنشأ بموجب قرار مؤتمر الشعب العام رقم 5 لسنة 2006.
- إصدار القانون رقم 2 لسنة 2007 بشأن إعادة تنظيم جهاز التفتيش والرقابة الشعبية لتمارس دور جهاز الرقابة الشعبية السابق متضمنا اختصاصات الرقابة على الأداء المالي والرقابة السابقة على العقود والتحقيق.
- إصدار القانون رقم 3 لسنة 2007[6] بشأن المراجعة المالية ليمارس دور جهاز المراجعة المالية.

### الفترة ما بعدثورة فبراير 2011وحتى تاريخه
- - بتاريخ 14/8/2011 أصدر المجلس الانتقالي المؤقت القرار رقم 119 لسنة 2011 ويقضي بإنشاء ديوان المحاسبة الليبي للمرة الثانية عن طريق دمج الأجهزة الرقابية المتمثلة في جهازي التفتيش والرقابة الشعبية والمراجعة المالية في الديوان، كما تم من خلال هذا القرار إعادة العمل بالقانون رقم 11 لسنة 1996 من جديد وإلغاء قانوني الاجهزة الرقابية رقمي (2، 3) لسنة 2007.
  - بتاريخ 1/8/2013 أصدر المؤتمر الوطني العام القانون رقم (19) لسنة 2013 بإعادة تنظيم ديوان المحاسبة، وبموجبه فصلت عنه اختصاصات الرقابة الادارية والمظالم والتحقيق والتي أنشئ لها هيئة جديدة بموجب القانون رقم 20 لسنة 2013.
  - بتاريخ 4/10/2013 صدر القانون رقم 24 لسنة 2013 بتعديل القانون رقم 19 لسنة 2013، وبموجبه تم سحب اختصاص المراجعة المسبقة على المستخلصات الناتجة عن العقود التي تخضع للرقابة قبل التعاقد.

## الأهداف والاختصاصات

### الأهداف
يهدف الديوان بشكل أساسي إلى تحقيق رقابة فاعلة على المال العام والتحقق من حسن استخدامه وكيفية التصرف فيه، وذلك من خلال فحص الحسابات ومراجعتها وتقييم أداء جميع الجهات الخاضعة لرقابته.  
ومن بين الأهداف الأخرى للديوان نذكر ما يلي:
- - التحقق من مدى ملائمة أنظمة الرقابة الداخلية اليدوية والإلكترونية، وسلامة التصرفات المالية والقيود المحاسبية والتقارير المالية طبقاً للتشريعات النافذة.
  - بيان أوجه النقص والقصور في القوانين واللوائح والأنظمة المعمول بها.
  - الكشف عن المخالفات المالية في الجهات الخاضعة لرقابته.
  - تقييم أداء الجهات الخاضعة لرقابته والتحقق من استخدام الموارد بطريقة اقتصادية وبكفاءة وفاعلية.
  - تعزيز الشفافية وتدعيم مبادئها في مؤسسات الدولة وتقديم الاستشارات المالية والمحاسبية المتخصصة.

### الاختصاصات
انسجاما ً مع المعايير الدولية فقد اسند القانون للديوان اختصاص الرقابة النظامية ورقابة الاداء والرقابة المانعة أو الوقائية، ويمارس الديوان الرقابة النظامية بشقيها المالية والمشروعية من خلال فحص ومراجعة الحسابات والقوائم المالية والعمليات الفنية الأخرى للجهات الخاضعة لرقابته، والتأكد من تطبيق القوانين والقرارات واللوائح المالية ذات العلاقة بالوحدة محل الرقابة أو المراجعة، بالإضافة إلى اختصاصات أخرى احترازية لصون المال العام منها: (تطبيق الضوابط الرقابية التي تضمـن تحصيـل الإيرادات العـامة واكتشـاف أي قصـور أو تـراخ في تحصيلهـا أو الـتي تمنع حـدوث أي تجاوزات أو مخـالفات عنـد الصـرف؛ ومنع التصرف في حسابات الجهات الخاضعة لرقابته إذا ما ثبت له أن هناك تصرفات ألحقت ضررا بالمال العام ويجوز له وضعها تحت الفحص والمراجعة المصاحبة إلى حين زوال الأسباب ورفع الضرر؛ وغيرها من المهام الرقابية الأخرى).
كما يمارس ديوان المحاسبة الليبي اختصاص رقابة الأداء من خلال فحص وتقييم أداء الجهات الخاضعة لرقابته لبيان مدى كفاءتها وفعاليتها في ممارسة أنشطتها والتأكد من أن برامجها ومشاريعها تدار بشكل علمي واقتصادي وأنها تحقق الأهداف المحددة لها وأن تلك الجهات قد استخدمت مواردها المالية في الأنشطة والمهام المنوطة بها بأعلى قدر من الكفاءة
هذا وينص القانون على ضرورة الأخذ بملاحظات وتوصيات الديوان في إصلاح أوجه الخلل والقصور في إدارة المال العام، وفي حال ارتقت الملاحظة المتكشفة من أعمال الفحص والمراجعة إلى حالة سوء إدارة أو تقصير نتج عنه اهدار للمال العام أو مخالفات مالية أو جرائم جنائية، فيتم إعداد ملفات بها وإحالتها إلى جهات الاختصاص لاستكمال إجراءات التحقيق.

## الجهات الخاضعة لرقابة الديوان
تخضع لرقابة الديوان الجهات التالية:
- جميع وحدات الجهاز الإداري للدولة المتمثلة في مجلس الوزراء والوزارات وكافة الهيئات والمصالح والمؤسسات والأجهزة العامة والمكاتب التابعة للدولة وما في حكمها، بالإضافة إلى السفارات والقنصليات والبعثات الدبلوماسية الليبية سواء نصت قوانينها على نظام خاص للمراجعة أم لم تنص.
- الشركات التي تساهم فيها الدولة أو المشروعات أو الهيئات أو المصالح والمؤسسات والأجهزة العامة بما لا يقل عن 25% من رأس مالها، أو تلك التي منحتها الحكومة امتياز استغلال مرفق عام أو مورد للثروة الطبيعية.
- الجهات المستقلة التي تضمنها وتدعمها الحكومة كالصناديق والهيئات والمؤسسات ذات النفع العام مثل:
  - صندوق الإنماء الاقتصادي والجهات التابعة له.
  - صندوق إدارة أموال التقاعد وصندوق التضامن.
  - مجلس الحريات وحقوق الإنسان.
  - النقابات والاتحادات المهنية والعمالية.
  - المنشآت والجمعيات التعاونية التابعة للمؤسسات العامة.
- المشاريع التي يحصل أصحابها على إعانات مباشرة من الدولة وعلى قروض منها إذا اشترط عقد القرض إخضاعها لمراجعة الديوان.
- أي جهة أخرى يُعهد إليه بفحصها ومراجعتها بقرار من السلطة التشريعية أو بطلب من الحكومة.

## الهيكل التنظيمي للديوان
يُشكل الديوان من رئيس ووكيل أو أكثر وعدد كاف من الأعضاء والموظفين، وتكون شروط وإجراءات تعيين الرئيس والوكلاء عن طريق السلطة التشريعية.

### مهام رئيس الديوان
يتولى الرئيس إدارة شؤون الديوان وتصريف أموره والإشراف على سير العمل به واتخاذ ما يلزم من إجراءات حيال ذلك. ومن بين مهامه نذكر:
- رسم السياسات العامة المنظمة للديوان.
- وضع الاستراتيجية العامة للديوان ووضع الخطط والبرامج والأساليب اللازمة لممارسة العمل الرقابي ومتابعة تنفيذها.
- وضع مشروع الميزانية السنوية وإعداد الحساب الختامي للديوان.
- وضع واعتماد الهيكل التنظيمي وتحديد اختصاصات التقسيمات الإدارية المختلفة.
- إصدار اللوائح الإدارية والتنظيمية والمالية وتعديلاتها.
- إقرار البرامج والمشاريع واتفاقيات التعاون مع الغير.
- الإشراف والمتابعة الدورية لأعمال الديوان.
- تمثيل الديوان في صلته مع الغير وأمام القضاء.
- تشكيل اللجان بغرض تنفيذ الأعمال والمهام التي تتطلب ذلك داخليا وخارجيا.
- تعيين المختصين لتنفيذ مختلف المهام الاستشارية.
- إصدار قرارات تسمية مدراء الإدارات العامة والمكاتب والفروع ومدراء الإدارات الفرعية ورؤساء الأقسام وتسميات جميع الوظائف الإشرافية الأخرى.

### مهام وكيل رئيس الديوان
يتولى الوكيل مساعدة الرئيس في تسيير أمور الديوان بالإضافة إلى ما قد يكلفه به من مهام أخرى، كما يتولى القيام بصلاحيات الرئيس في حال غيابه أو قيام مانع لديه يحول دون تأديته لمهامه دون الحاجة إلى تفويض مكتوب، وفي حال تكليف أكثر من وكيل للديوان تتولى السلطة التشريعية تحديد الصلاحيات والاختصاصات المناط بها كل وكيل بناء على عرض من الرئيس.

### الهيكلة الإدارية للديوان
تتكون الهيكلة الإدارية للديوان من إدارات ومكاتب فنية وخدمية، وتتحدد تسمياتها وتقسيماتها العامة والفرعية واختصاصاتها وتكليف من يديرها بقرار من رئيس الديوان.

## القوانين المنظمة للديوان
يعمل ديوان المحاسبة وفقا للاختصاصات الممنوحة له بموجب قانون إعادة تنظيمه رقم 19 لسنة 2013 المعدل بالقانون رقم 24 لسنة 2013.

### اللائحة التنفيذية
صدرت اللائحة التنفيذية للقانون رقم 19 لسنة 2013 بموجب قرار المؤتمر الوطني العام رقم 27 لسنة 2015.

## فروع الديوان
للديوان فروع ومكاتب ووحدات بمناطق ليبيا المختلفة يصدر بتسميتها وتحديد أماكنها واختصاصاتها وهيكليتها وتكليف من يديرها قرار من رئيس الديوان.

## تقارير الديوان
يقوم الديوان بإعداد وتقديم التقارير التي تعكس مخرجات عمله، بالتأسيس على احكام القانون والتوجيهات الصادرة عن المعاير الدولية للمنظمة الدولية للاجهزة العيا للرقابة المالية والمحاسبة، ومن ذلك:
- تقرير سنوي بنتائج أعماله يتضمن ملاحظاته وتوصياته عن مراجعاته النظامية وتقييمه للأداء والالتزام للسنة المنقضية، على أن يُقدم هذا التقرير إلى السلطة التشريعية للدولة ونسخة منه إلى مجلس الوزراء خلال الأشهر الثلاثة التالية لانقضاء السنة.
- تقرير عن نتائج مراجعة الحساب الختامي للدولة يشمل فحص العمليات المالية ومطابقة الأرصدة ومستوى الإفصاح والتحليلات المرفقة بالحساب، بالإضافة إلى أوجه الخلاف التي تقع بينه وبين وزارة المالية والجهات المختلفة. يُقدم هذا التقرير إلى السلطة التشريعية للدولة ونسخة منه لمجلس الوزراء ووزير المالية في موعد لا يتجاوز الأربعة أشهر التالية لتسلمه الحساب الختامي.
- تقرير بشأن متابعة تنفيذ مشاريع خطة التنمية وميزانياتها السنوية والتحقق من حسن تنفيذها.
- تقارير مراجعة الميزانيات والقوائم والحسابات الختامية للجهات الخاضعة لرقابته ذات الميزانيات المستقلة سواء كانت تمول برسوم سيادية بموجب قوانين خاصة أو تمول ذاتيا من مزاولة نشاطاتها، وتُقدم هذه التقارير إلى مجالس إدارة هذه الجهات وجمعياتها العمومية، وللديوان أن يقوم بتلخيص هذه التقارير وتجميعها في تقرير شامل يعرض على السلطة التشريعية ومجلس الوزراء، أو إدراجها ضمن التقرير السنوي العام.
- أي تقارير أخرى تُطلب من السلطة التشريعية أو يرى الديوان أهمية تقديمها إلى أي جهة.

## علاقات دولية
يحرص ديوان المحاسبة على تكوين علاقات قوية وبناءة مع الجهات المشمولة برقابته، كما يسعى دائما إلى تعزيز آفاق التعاون المشترك مع الهيئات والمنظمات المهنية الرقابية في مختلف الدول والمتمثلة أساسا في المنظمة الدولية للأجهزة العليا للرقابة المالية والمحاسبة (الإنتوساي)، والمنظمة الأفريقية للأجهزة العليا للرقابة المالية والمحاسبة (الأفروساي)، والمنظمة العربية للأجهزة العليا للرقابة المالية والمحاسبة (الأرابوساي).
ويهدف الديوان من خلال ذلك إلى:
- تبادل وجهات النظر والأفكار والخبرات والدراسات والبحوث في ميدان الرقابة المالية بين الأجهزة الأعضاء والعمل على رفع مستوى هذه الرقابة في المجالين العملي والتطبيقي.
- تقديم المعونة اللازمة للدول التي ترغب في تطوير الأجهزة القائمة.
- العمل على توحيد المصطلحات العلمية بين الأجهزة الأعضاء في مجال الرقابة المالية.
- نشر الوعي الرقابي في الوطن العربي ليساعد على تقوية دور الأجهزة في أداء مهامها.
- تنظيم التعاون وتدعيمه بين الأجهزة الأعضاء في المجموعة والهيئات والمنظمات المتخصصة في جامعة الدول العربية والمنظمات الدولية للهيئات العليا للرقابة المالية.